# Dirty (album)
Pour les articles homonymes, voir Dirty.
Albums de Sonic Youth
Goo
(1990) Experimental Jet Set, Trash and No Star
(1994)
Dirty est un album du groupe Sonic Youth publié en 1992 sur DGC/Geffen.

## Historique
L'album a été réédité en 2003 en version deluxe, Dirty Deluxe Edition. La version vinyle contient deux vinyles avec un morceau bonus, Stalker. C'est cet album, notamment avec le single Sugar Kane diffusé en boucle à l'époque sur MTV, qui a contribué à une reconnaissance du groupe par le grand public. Il constitue, de l'aveu de Thurston Moore, l'unique détour du groupe par une voie plus commerciale (avec Goo dans une moindre mesure), flirtant avec le metal.
Sa pochette présente une série de l'artiste Mike Kelley.

## Liste des titres
1. 100% - 2:29
2. Swimsuit Issue - 2:59
3. Theresa's Sound-world - 5:28
4. Drunken Butterfly - 3:04
5. Shoot - 5:16
6. Wish Fulfillment - 3:26
7. Sugar Kane - 5:57
8. Orange Rolls, Angel's Spit - 4:19
9. Youth Against Fascism - 3:36
10. Nic Fit - 0:59
11. On the Strip - 5:42
12. Chapel Hill - 4:47
13. Stalker (version vinyle seulement) - 2:58
14. JC - 4:03
15. Purr - 4:22
16. Crème Brûlée - 2:32

## Dirty Deluxe Edition
Dirty Deluxe Edition est une réédition de l'album Dirty de Sonic Youth au format Deluxe. Le disque contient des démos, faces B et titres inédits en plus de l'album original remasterisé. Le coffret contient de plus un livret contenant des photos inédites.

## Titres

### Version CD
- CD 1

1. 100% - 2:28
2. Swimsuit Issue - 2:57
3. Theresa's Sound-World - 5:27
4. Drunken Butterfly - 3:03
5. Shoot - 5:16
6. Wish Fulfillment - 3:24
7. Sugar Kane - 5:56
8. Orange Rolls, Angel's Spit - 4:17
9. Youth Against Fascism - 3:36
10. Nic Fit - 0:59
11. On the Strip - 5:41
12. Chapel Hill - 4:46
13. JC - 4:01
14. Purr - 4:21
15. Créme Brûlèe - 2:33
16. Stalker - 3:01
17. Genetic - 3:35
18. Hendrix Necro - 2:49
19. The Destroyed Room - 3:21

- CD 2

1. Is it My Body - 2:52
2. Personality Crisis - 3:41
3. The End of the End of the Ugly - 4:19
4. Tamra - 8:34
5. Little Jammy Thing - 2:20
6. Lite Damage - 5:22
7. Dreamfinger - 7:41
8. Barracuda - 4:22
9. New White Kross - 1:29
10. Guido - 3:50
11. Stalker - 3:37
12. Moonface - 4:44
13. Poet in the Pit - 2:41
14. Theoretical Chaos - 3:07
15. Youth Against Fascism - 5:03
16. Wish Fulfillment - 3:50

### Version vinyle
- Volume 1

1. 100% - 2:28
2. Swimsuit Issue - 2:57
3. Theresa's Sound World - 5:27
4. Drunken Butterfly - 3:03
5. Genetic - 3:35
6. Shoot - 5:16
7. Wish Fulfillment - 3:24
8. Sugar Kane - 5:56
9. Orange Rolls, Angel's Spit - 4:17

- Volume 2

1. Youth Against Fascism - 3:36
2. Nic Fit - 0:59
3. On the Strip - 5:41
4. Chapel Hill - 4:46
5. The Destroyed Room - 3:21
6. Stalker - 3:01
7. JC - 4:01
8. Hendrix Necro - 2:49
9. Purr - 4:21
10. Créme Brûlèe - 2:33

- Volume 3

1. Is it My Body - 2:52
2. Personality Crisis - 3:41
3. The End of the End of the Ugly - 4:19
4. Tamra - 8:34
5. Little Jammy Thing - 2:20
6. Lite Damage - 5:22
7. Dreamfinger - 7:41
8. Barracuda - 4:22

- Volume 4

1. New White Kross - 1:29
2. Guido - 3:50
3. Stalker - 3:37
4. Moonface - 4:44
5. Poet in the Pit - 2:41
6. Theoretical Chaos - 3:07
7. Youth Against Fascism - 5:03
8. Wish Fulfillment - 3:50

## Composition du groupe
- Kim Gordon - chant, basse
- Thurston Moore - chant, guitare
- Lee Ranaldo - chant, guitare
- Steve Shelley - batterie